# Індо-римська торгівля

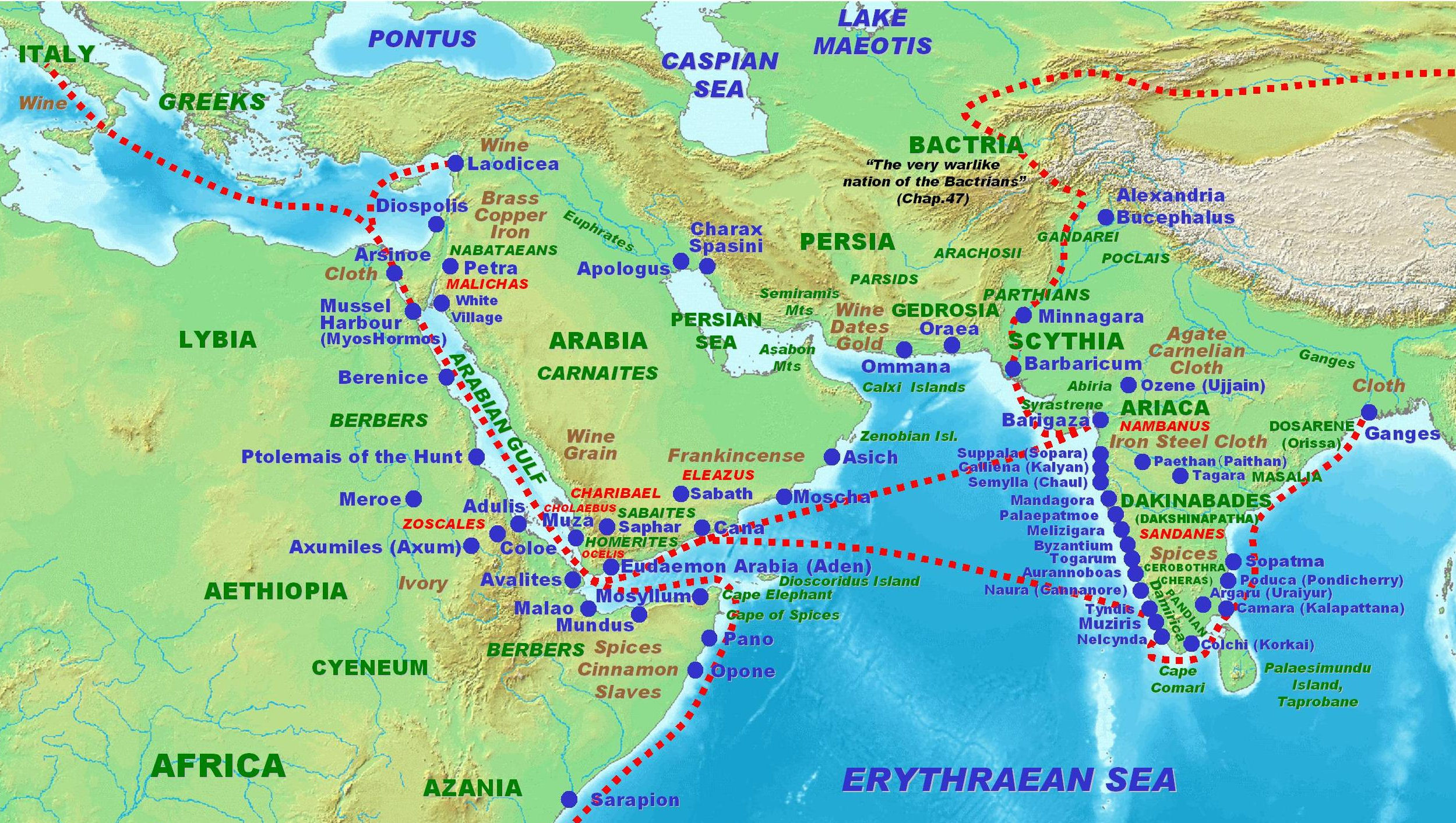
Римська торгівля на Індійському субконтиненті згідно з Періпл Еритрейського моря 1-го століття н. е.

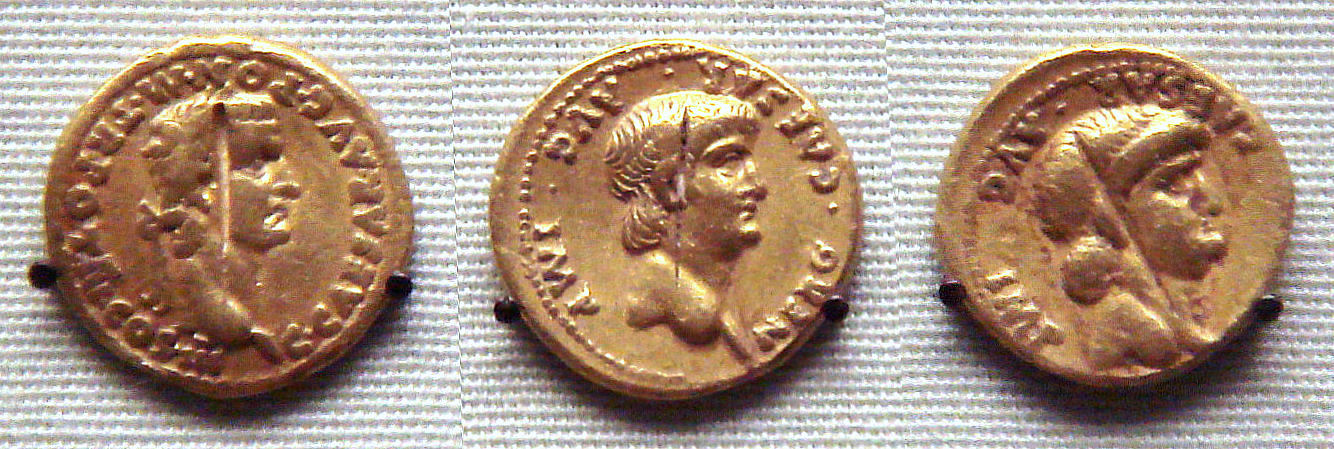
Римські золоті монети, викопані в Пудукоттай, Індія. Одна монета Калігули (37-41 рр. н. е.), і дві монети Нерона (54-68 рр.). Британський музей.

Індо-Римські торгові відносини (див. також Дорога спецій і Шлях пахощів) — це була торгівля між Індійським субконтинентом і Римською імперією в Європі і Середземномор'ї сухопутними караванними шляхами через Малу Азію і Близький Схід, хоча і відносно тонка цівка порівняно з більш пізніми часами, доповнена південним торговим шляхом через Червоне море і з використанням мусонів, який відкрився приблизно з початку нашої ери після правління Октавіана Августа і його завоювання Єгипту в 30 році до нашої ери
Маршрут так допоміг поліпшити торгівлю між стародавньою Римською імперією та Індостаном, що римські політики та історики того часу засуджують у своїх трактатах втрати срібла та золота на придбання шовку, щоб побалувати римських дружин, і а південний маршрут зріс настільки, що перевершив, а потім майже повністю витіснив сухопутний торговий шлях.
Римські і грецькі торговці навідувалися в стародавню Тамільську країну (сьогоднішні Південна Індія та Шрі-Ланка), забезпечивши торгівлю з мореплавними Тамільськими державами династій Пандья, Чола і Чера і заснувавши торгові поселення, які сприяли торгівлі між країнами Південної Азії та греко-римським світом з часів династії Птолемеїв. за кілька десятиліть до початку нашої ери і довгий час після падіння Західної Римської імперії. Як зазначав Страбон, Октавіан Август приймав в Антіохії посла з південноіндійського правителя Пандьяна Драмірського. Країна Пандья, Панді Мандала, була описана як Pandyan Mediterranea Періплом і Modura Regia Pandyan Птолемеєм. Вони також пережили втрату Візантією портів Єгипту і Червоного моря (бл. 639—645 н. е.) під тиском мусульманських завоювань. Через деякий час після припинення зв'язків між Аксумом та Східною Римською імперією в 7 столітті, християнське Аксумське царство почало повільне згасання та щезло в західних джерелах. Однак воно проіснувало, незважаючи на тиск з боку ісламських сил, аж до 11 століття, коли воно була змінено внаслідок династичних сварок.

## Передумови

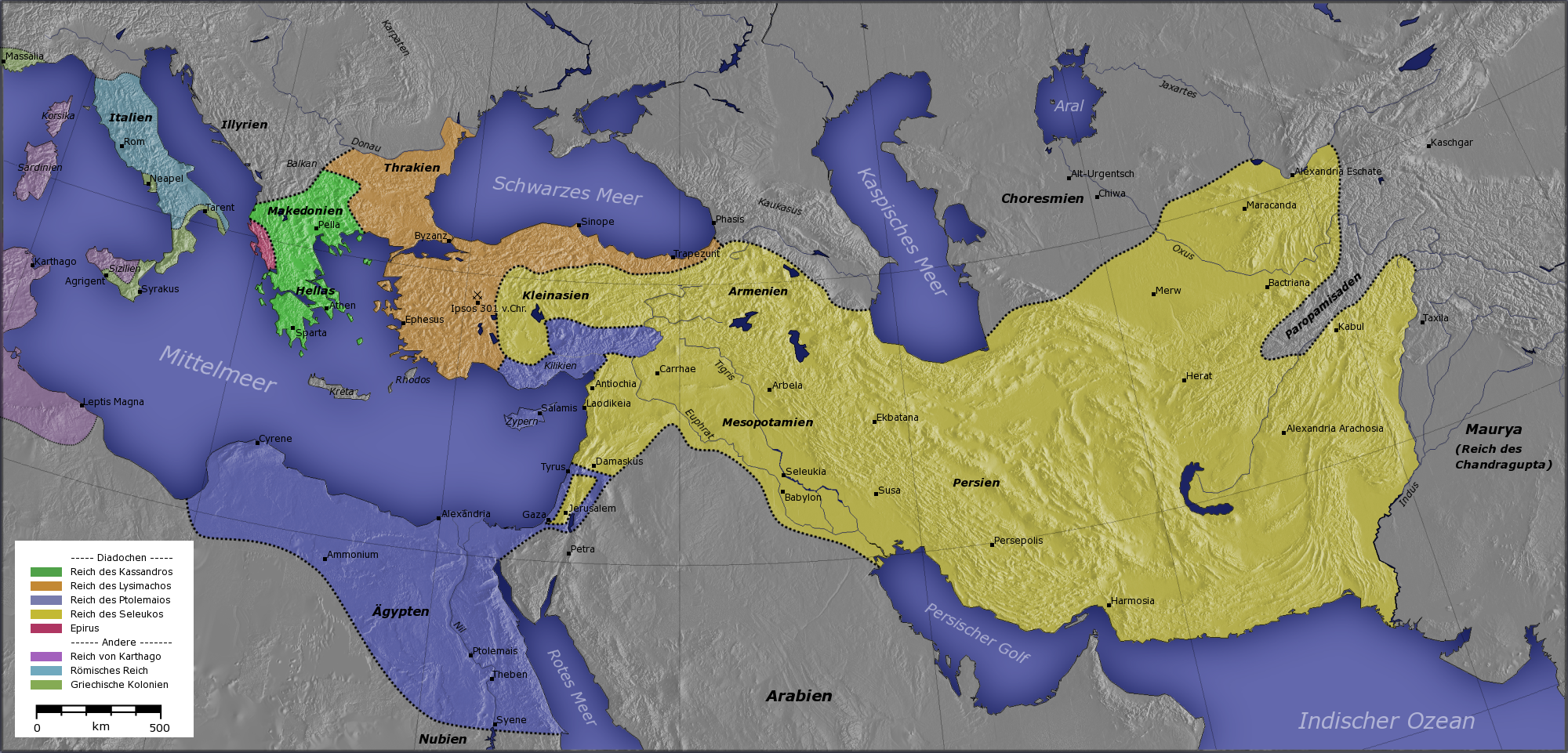
Династії Селевкідів і Птолемеїв контролювали торговельні мережі в Індії до встановлення Римського Єгипту.
Держава Птолемея
Держава Селевкоса

Держава Селевкідів контролювала розвинену мережу торгівлі з Південною Азією, яка раніше існувала під впливом Імперії Ахеменідів. Грецька династія Птолемеїв, контролюючи західну та північну частину інших торгових шляхів до Південної Аравії і Південної Азії, почала використовувати торговельні можливості в регіоні до початку римської участі, але, за словами історика Страбона, обсяг торгівлі між Південною Азією і греками було не порівняти з більш пізнім обсягом індо-римської торгівлі.
Періпл Еритрейського моря згадує про час, коли морська торгівля між Єгиптом та Індійським субконтинентом не включала прямого судового сполучення; вантажі тоді направлялись судами до Адену:
Аден – арабський Ойдаймон називалась щасливим, колись будучи містом, коли, оскільки кораблі не ходили з Індії до Єгипту чи з Єгипту не насмілювались йти далі, а тільки до цього місця, воно отримувало вантажі з обох напрямків, так само як Александрія отримує товари і зовні і з середини Єрипту.— Gary Keith Young, Rome's Eastern Trade: International Commerce and Imperial Policy
Птолемеї запровадили торгівлю з південноазійськими державами, використовуючи морські порти Червоного моря; з встановленням Римського Єгипту, римляни захопили і далі розвинули вже існуючу торгівлю через ці порти.
Класичні географи, такі як Страбон і Пліній Старший, як правило, дуже затримувались з включенням нової інформації у свої твори і, виходячи з позиції шанованих учених, ймовірно були упереджені до простих купців (як нижчого класу) і їх топографічних описів. «Географія» Птолемея є свого роду виключенням у цьому переліку, оскільки він продемонстрував відкритість до розповідей купців і не зміг би так точно зобразити контури Бенгальської затоки, якщо б не врахував їх звіти. Марінус і Птолемей спирались на свідчення грецького моряка на ім'я Олександр в описі про те, як досягти «Каттігари» (швидше за все Ок Ео, В'єтнам, де були виявлені римські артефакти періоду Антонінів) у Magnus Sinus (тобто Сіамській затоці і Південнокитайському морі), розташованому на схід від Золотого Херсонеса (тобто півострова Малакка).  У творі 1-го ст. н. е. «Періпл Еритрейського моря», його невідомий грецькомовний автор, купець з Римського Єгипту, надає такі яскраві розповіді про торгові міста в Аравії, Пакистані та Індії, в тому числі час у дорозі від річок і міст, де кинути якір, розташування королівських дворів, спосіб життя місцевих мешканців і товари на їх ринках, і сприятливий час року для відпливу з Єгипту до тих місць для того, щоб зловити мусонні вітри, що зрозуміло, він побував у багатьох з цих місць.

## Початок нашої ери

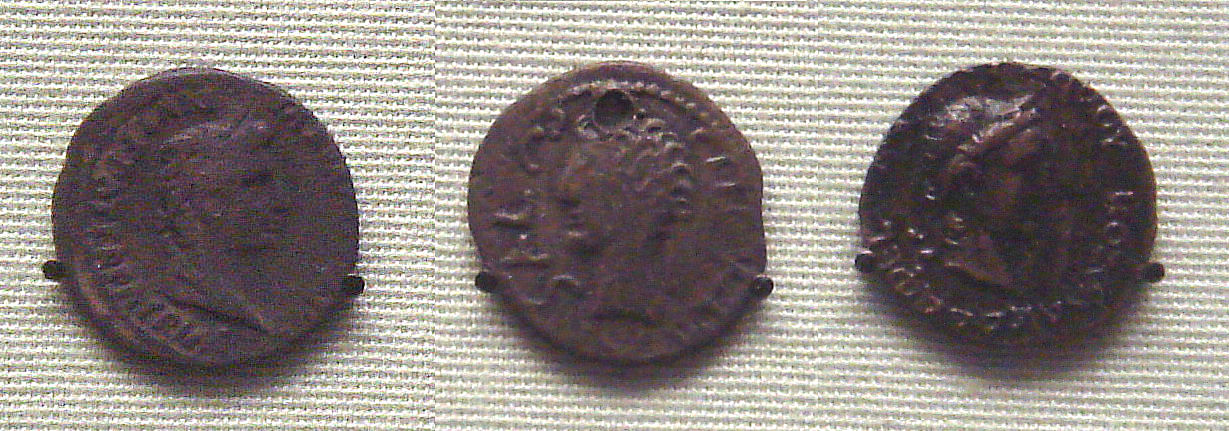
Срібний денарій Тіберія (14-37 рр. н. е.), знайдений в Індії. Індійська копія його ж, 1-го століття н. е. Монета Кушанского царя Куджули Кадфіса, яка копіює монету Августа.

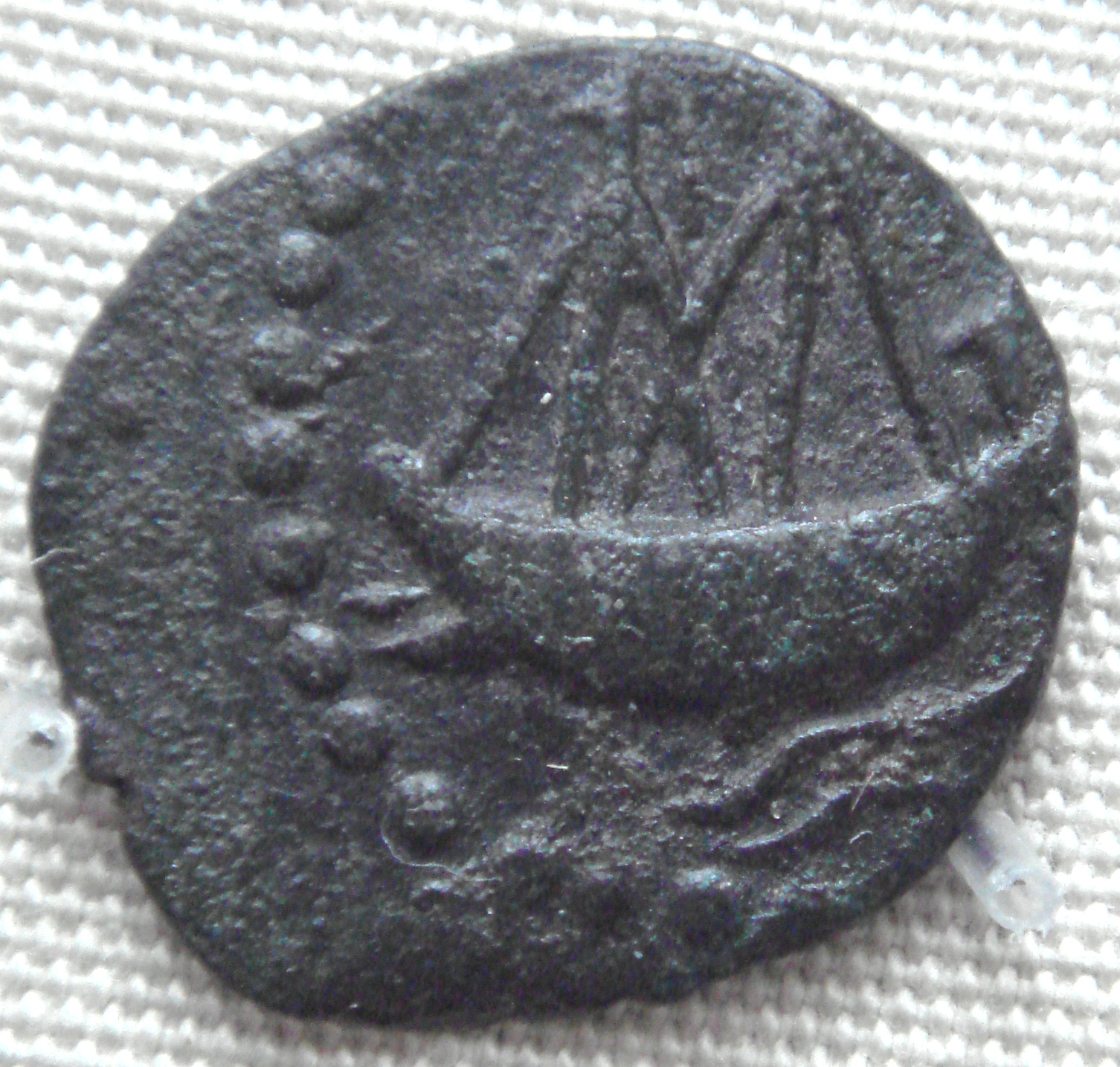
Індійський корабель на свинцевій монеті Васістхіпутри Шрі-Пуламаві, 1–2 ст. н. е.

До Римської експансії різні народи Індійського субконтиненту створили сильну морську торгівлю з іншими країнами. Різке зростання обсягів торгівлі у портах Південної Азії, однак відбулося лише після відкриття Червоного моря греками і римлянами і отримання географічних знань про сезонні мусони регіону. Зокрема, є свідчення збільшення товарообігу між сучасною західною Індією і Давнім Римом у перші два століття нашої ери. Це розширення торгівлі було обумовлено порівняльним миром, встановленим в Римською імперією в часи Августа, що вивільнило можливості для нових досліджень. Таким чином, археологи на основі доказів від артефактів і древній літературі припускають, що існували значні комерційні взаємовідносини між західною частиною Індійського півострова і Римської імперії.
Західне узбережжя сучасної Індії часто згадується в зарубіжній літературі того часу, такій як «Періпл Еритрейського моря». Ця територія відмічалась за її важкі припливні течії, бурхливі хвилі і скелясте дно моря, які сильно ускладнювали вхід та вихід кораблів з невеликим морським досвідом у затоку. Хоча багато кораблів намагалися її оминати з метою запобігання аварій, інші кораблі цікавились потраплянням всередину затоки.
Поблизу острова Бет Дварка у затоці Кач з 1983 року проводяться берегові й морські археологічні дослідження. Виявлені знахідки включають свинцеві та кам'яні предмети, які поховані в осадах і вважаються якорями за їх осьові отвори. Хоча малоймовірно, що залишки корабельних корпусів вціліли, морські дослідження 2000 і 2001 рр. виявили сім амфор різних розмірів, два свинцевих якорі, сорок два кам'яних якорі різних типів, купу черепків і круглий свинцевий злиток. Останки семи амфор були з товстого, грубого матеріалу з жорсткою поверхнею, які використовувались для експорту вина і оливкової олії з Римської імперії. Археологи прийшли до висновку, що більшість з них були амфорами для вина, оскільки на оливкову олію в менший попит на субконтиненті.

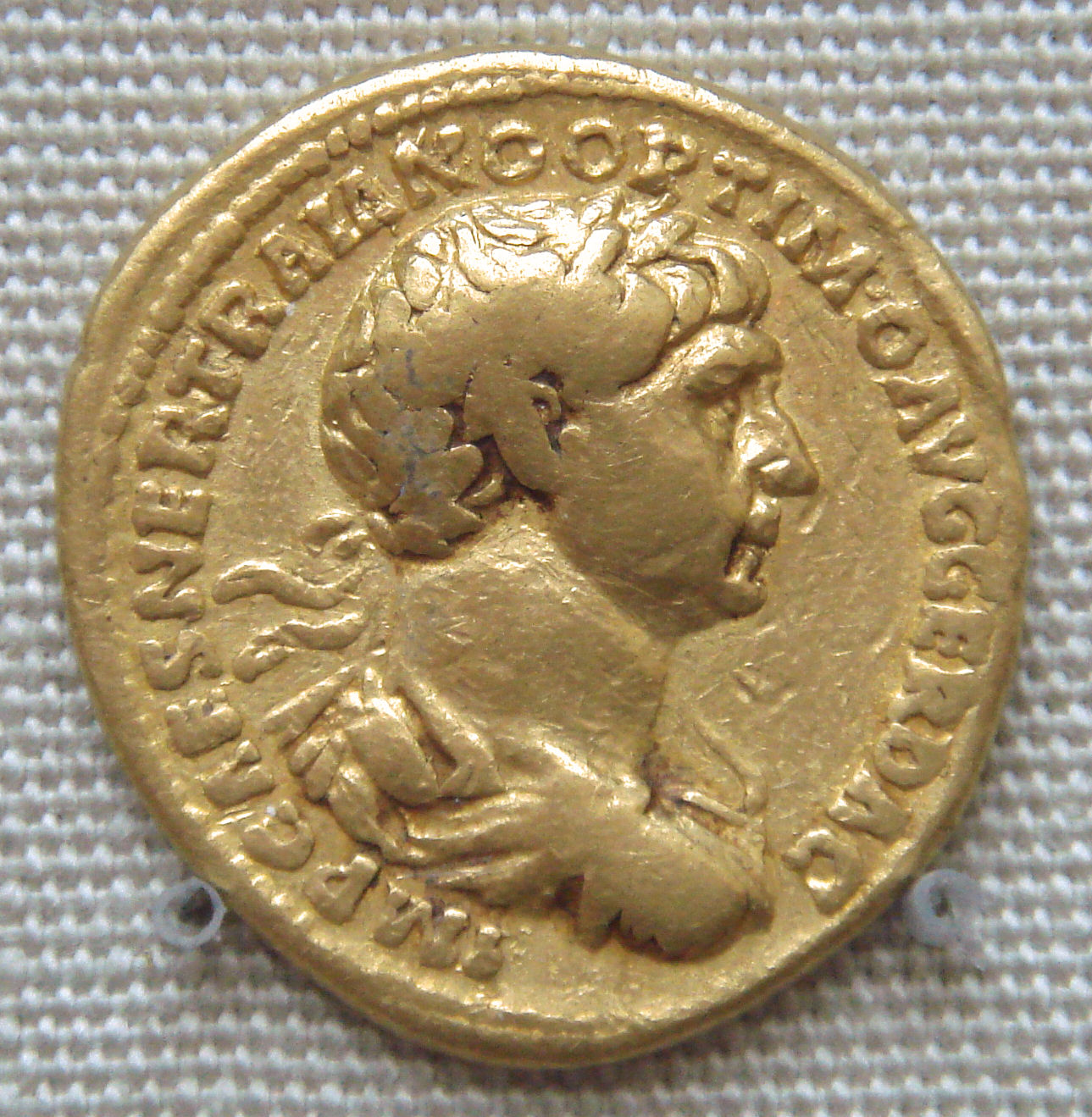
Монета Траяна, знайдена разом з монетами Кушанского правителя Канішки, в буддійському монастирі Анін Пош, Афганістан.

За латинськими джерелами, Стародавній Рим імпортував індійських тигрів, носорогів, слонів і змій, щоб використовувати для циркових вистав. В одному з періплів зазначалось, що римські жінки носили перли з Індійського океану і використовували в їжі приправи, спеції, перець, ліцеум, костус, кунжутну олію і цукор. Пігмент індиго використовувався для кольору, а бавовняна тканина — для предметів одягу. Крім того, з субконтиненту експортувалось чорне дерево, з якого змайструвались меблі в Римській імперії. Римська імперія також імпортувала індійський лайм, персики та інші фрукти для медицини. Західна Індія в результаті в той час отримувала велику кількість римського золота.
Маршрут так допоміг поліпшити торгівлю між стародавньою Римською імперією та Індостаном, що римські політики та історики засуджують втрати срібла та золота, щоб купити шовку, щоб побалувати римських дружин, і Південний маршрут зросла до затемнення, а потім повністю витіснити сухопутний торговий шлях.
Оскільки треба було плисти вузькими затоками Західної Індії, були розроблені і використовувались спеціальні великі човни. Біля входу в затоку, великі кораблі (траппага і котимба) зустрічали і допомагали іноземним судам благополучно ввійти в гавань. Ці кораблі були здатні на відносно тривалі прибережні походи. Їх вигляд можна знайти на декількох збережених печатках: на кожній печатці зображені паралельні смуги, які вважаються балками корабля, а в центрі судна є одна щогла з триногою в основі.
Крім недавніх археологічних досліджень, існування тісних торговельних відносин, а також розвитку суднобудування було підтримане відкриттям кількох римських монет. На цих монетах були зображені два міцними типи кораблів зі щоглами. Крім того, срібні римські монети, знайдені в Західній Індії, в першу чергу, походять з 1-го, 2-го і 5-го століть. Ці римські монети також показують, що Індійський півострів мав стабільну морську торгівлю з Римом під час 1-ї і 2-ї століття нашої ери. Сухопутні маршрути в часи Августа також використовувались індійськими посольствами, щоб дістатися до Риму.
Знахідки на Бет Дварка і на інших місцях на західному узбережжі Індії вказують, що тут були сильні індо-римська торгівля відносинах протягом перших двох століть нашої ери. Однак в 3-му столітті відбувся розпад індо-римської торгівлі. Морські шляхи між Римом і Індією були закриті, і, як наслідок, обсяги торгівлі повернулися на рівень до Римської експансії та освоєння.

## Створення
Заміна Греції на Римську імперію як повелителя середземноморського басейну призвела до посилення прямої морської торгівлі зі сходом і зменшення нарахувань, які раніше брали посередники різних наземних торгових шляхів. Згадка Страбона про величезне зростання торгівлі після Римської анексії Єгипту вказує на те, що мусони було відомі і використовувались для торгівлі в той час.
Торгівля, розпочата Евдоксом Кізікським в 130 р. до н. е. продовжувала зростати, і, на початок правління Августа щорічно до 120 кораблів відправлялись від Міос Гормос в Індію. За словами Страбона (ІІ.5.12.):
У будь-якому випадку, коли Галл був префектом Єгипту, я супроводжував його і піднявся по Нілу аж до Сиєне і кордонів Аксумського царства (Ефіопія), і я дізнався, що аж до 120 кораблів відпливали з Міос Гормос до субконтиненту, де раніше, за Птолемеїв, лише горстка зважувалася на подорож і направлялася за індійськими торговими маршрутами.— Страбон
Так багато золота використовувалось для цієї торгівлі, і, ймовірно, повторно перероблялось Кушанською імперією для власного карбування, що Пліній Старший скаржився на його відтік в Індію:
Індія, Китай та Аравійський півострів забирають сто мільйонів сестерціїв з нашої імперії щороку за консервативною оцінкою: ось що наші розкоші і наші жінки коштують нам. Адже яка часточка цього імпорту призначена для жертвоприношення богами або духам мертвих?— Пліній Старший, Historia Naturae 12.41.84.

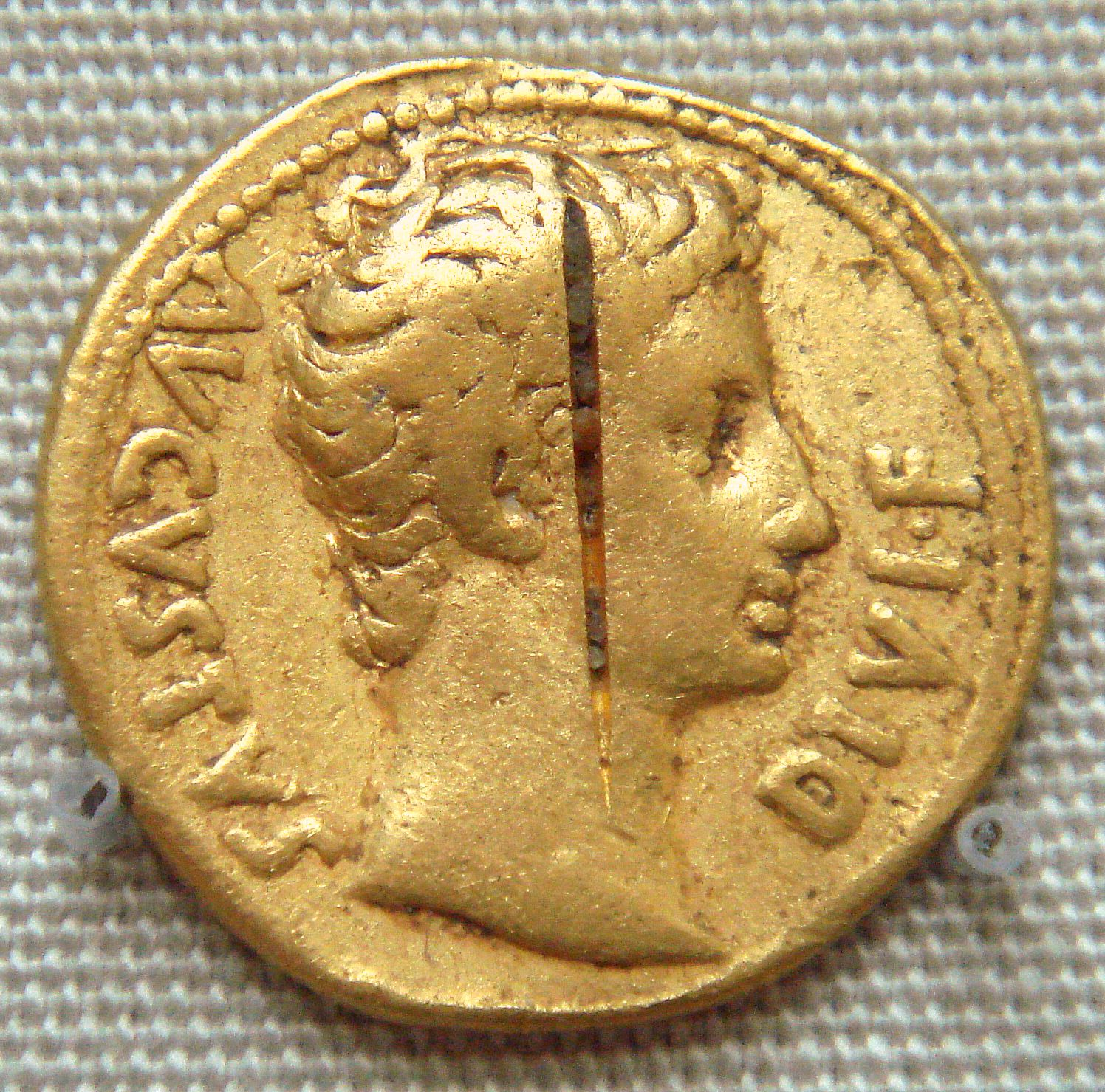
Монета римського імператора Августа, знайдена в скарбі Пудукоттай. Британський музей
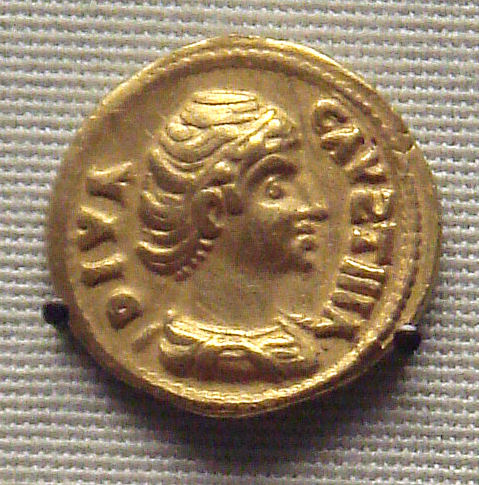
Індійська копія ауреуса Фаустіни Старшої, 2-е століття нашої ери. Британський Музей.
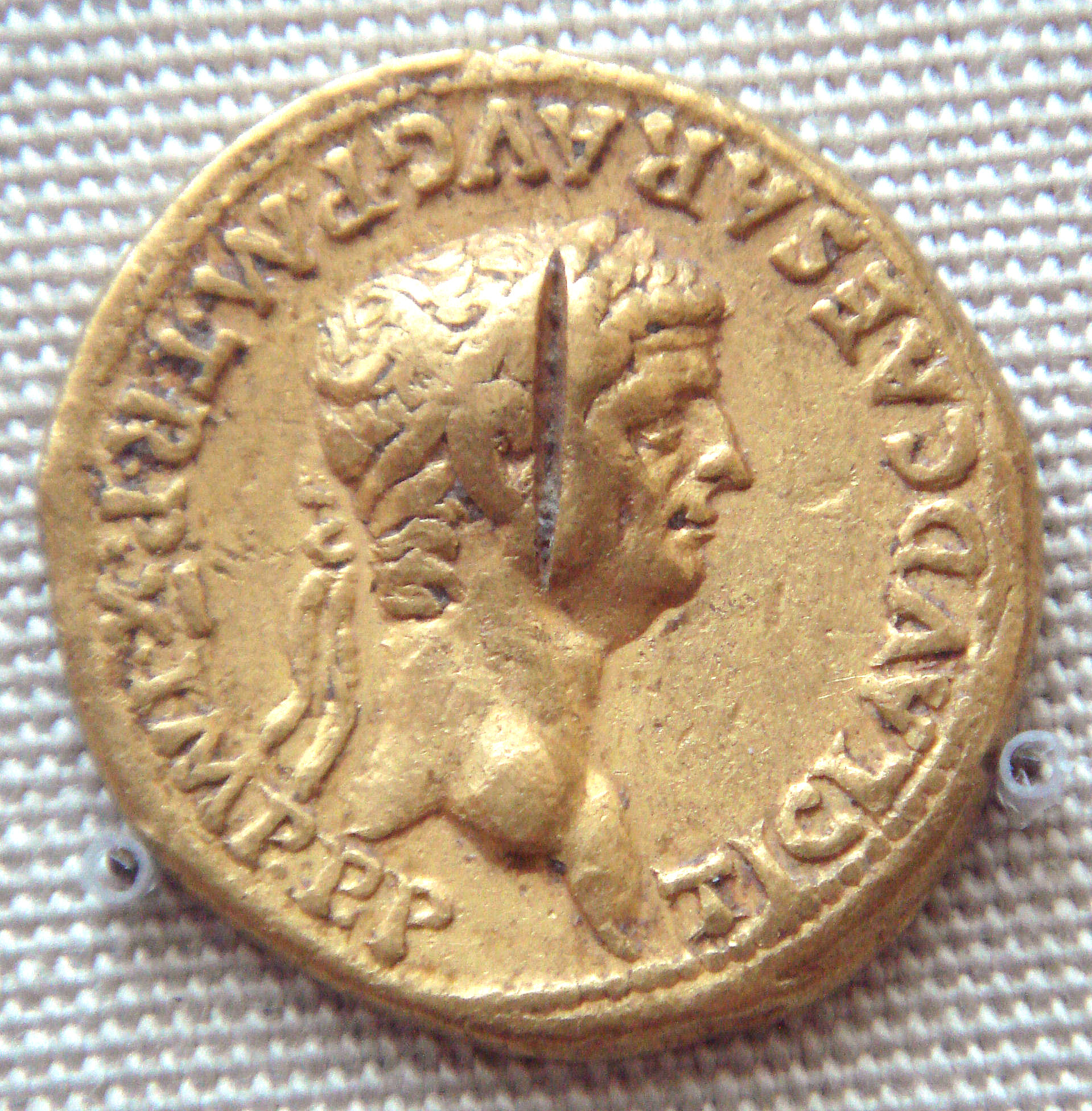
Золота монета Клавдія (50-51 р.н.е.), розкопана в Південній Індії.
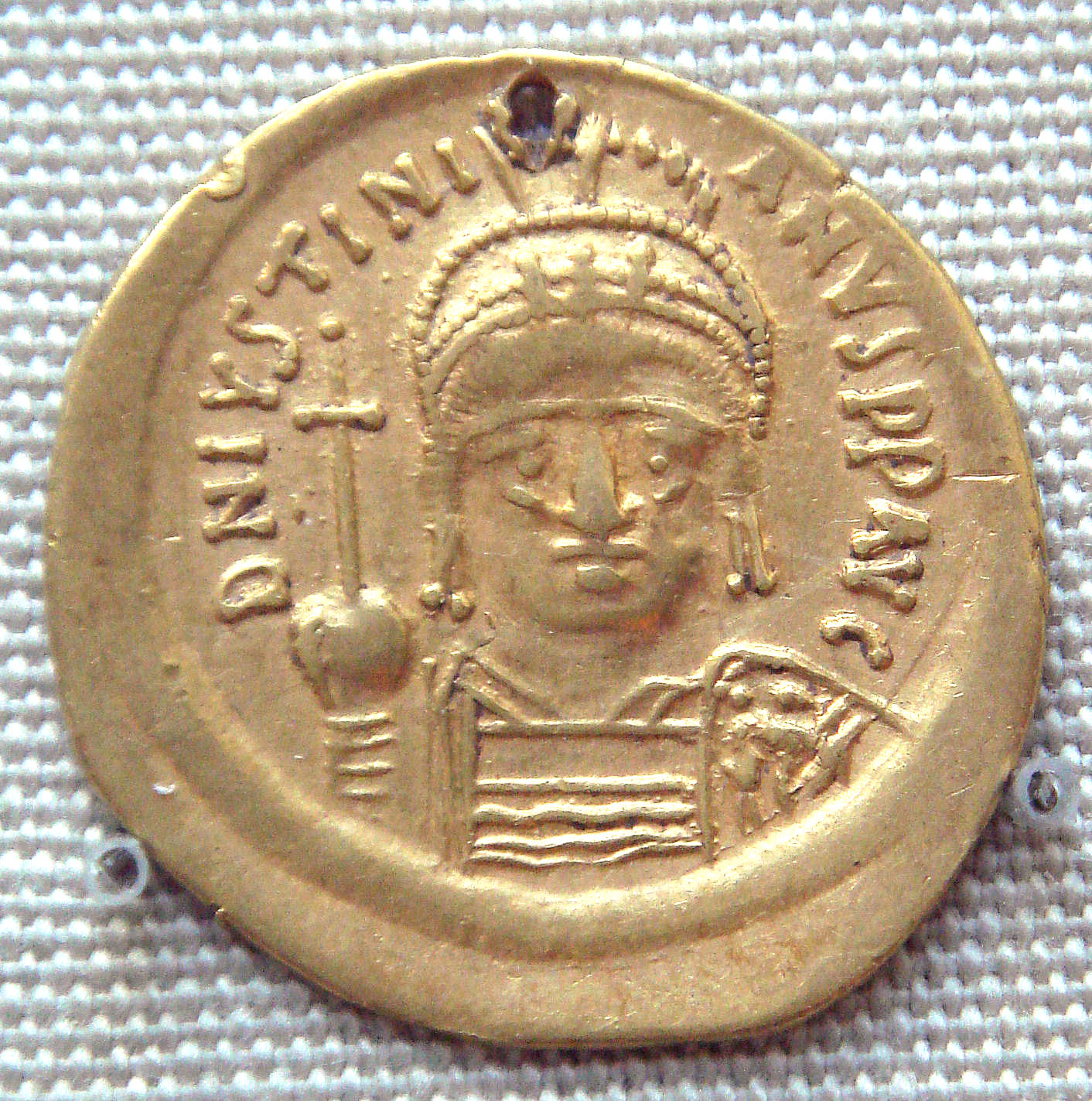
Золота монета Юстиніана I (527-565 рр. н.е.) розкопані в Індії, ймовірно, на півдні.

## Торгівля екзотичними тваринами

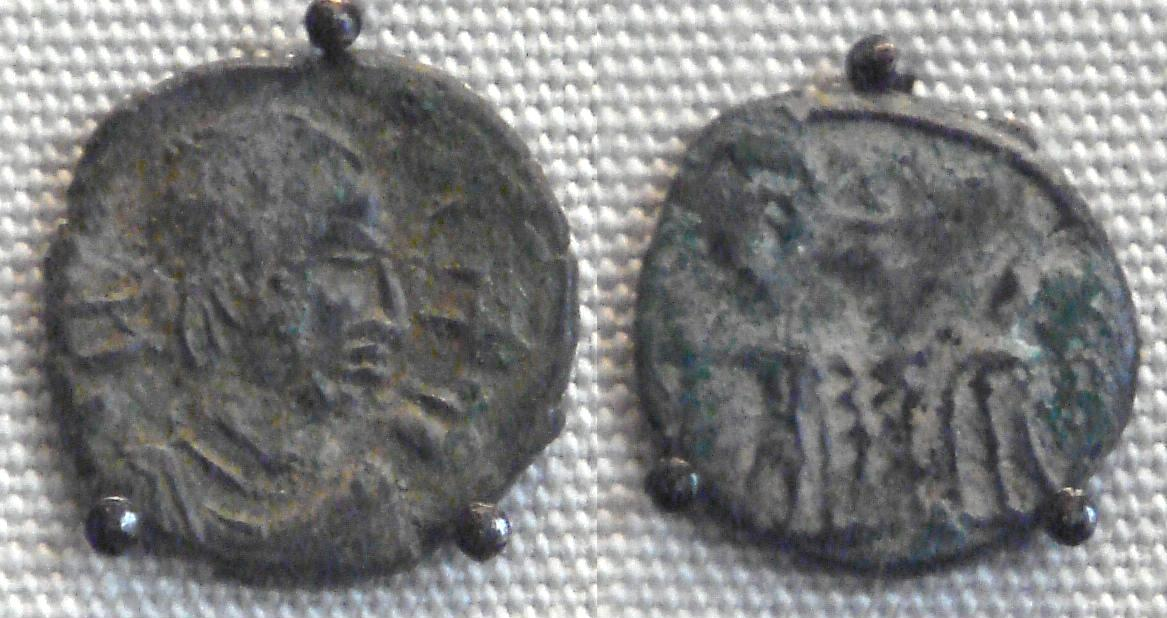
Шрі-Ланкійська імітація римської монети 4-го ст., 4–8 століття нашої ери.

Існують докази торгівлі тваринами між портами Індійського океану і Середземного моря, зокрема в залишках мозаїк і фресок римських вілл в Італії. Наприклад, на Вілла Романа дель Казале є мозаїка, що зображає захоплення тварин в Індії, Індонезії та Африці; міжконтинентальна торгівля тваринами була одним з джерел багатства для власників вілли. У «Великому полюванні», полювання та відлов тварин представлені в таких подробицях, що можна ідентифікувати вид тварини. На одній зі сцен показана техніка, як відволікти тигрицю мерехтливою кулькою зі скла або дзеркала для того, щоб вкрасти її тигренят. Також показано полювання на тигрів з червоними стрічками для відволікання. На мозаїках є також безліч інших тварин, таких як носороги, індійський слон (ідентифікований за вухами) з його індіанським провідником, індійські павичі та інші екзотичні птахи. Є також безліч тварин з Африки. Тигри, леопарди, азійські і африканські леви використовувались на аренах і цирках. На той час європейський лев вже був вимерлим (останні ймовірно жили на Балканському півострові). Птахи і мавпи розважали гостей багатьох вілл. На Вілла Романа дель Телларо є мозаїка з тигром в джунглях, який нападає на людину з римському одязі, напевно необережного мисливця. Тварин перевозили в клітках на кораблях.

## Порти

### Римські порти
Три основних римських порти, пов'язані з східною торгівлею, були Арсіноя, Береніс і Міос Гормос. Арсіноя була одним з перших торгових центрів, але незабаром була затьмарена більш доступними Міос Гормос і Береніс.

#### Арсіноя

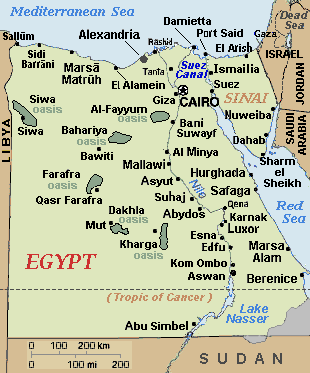
Місця єгипетських портів на Червоному морі, в тому числі Александрії і Береніс.

Династія Птолемеїв використовувала стратегічне положення Александрії для торгівлі з Індійським субконтинентом. Торгівля з Сходом тоді, ймовірно, спочатку була через гавань Арсіної (сьогодні Суец). Товари від східно-африканської торгівлі потрапляли в один з трьох головних римських портів Червоного моря — Арсіною, Береніс або Міос Гормос. Римляни відремонтували і очистили замулений канал від Нілу до гавані Арсіної на Червоному морі. Це було одним з багатьох зусиль, до яких римська адміністрація була змушена вдатися, щоб відволікти якомога більше торгівлі на морські шляхи.
Арсіноя в підсумку була затьмарена зростанням значущості Міос Гормос, адже навігація в північні порти Червоного моря, такі як Арсіноя-Клісма, була складнішою порівняно з Міос Гормос через північні вітри у Суецькій затоці, а також мілини, рифи і підступні течії.

#### Міос Гормос і Береніс
Міос Гормос і Береніс були важливими стародавніми торговельними портами, можливо, використовуваними ще торговцями фараонів Стародавнього Єгипту і стародавньої династії Птолемеїв, перш ніж потрапити під римський контроль.
Розташування Береніс, з часу його відкриття  Бельцоні (1818), була прирівняно до руїн недалеко від Рас Банас в Південному Єгипті. Однак, точне місце розташування Міос Гормос викликає суперечку: широта і довгота, дана Птолемеєм у «Географії» схиляє на користь Абу Шаар, а розповіді в класичній літературі і супутникові знімки вказують на можливу ідентифікацію з Кусейр ель-Куадім наприкінці укріпленої дороги від Коптоса на Нілі. Кусейр ель-Куадім ще більше асоціюється з Міос Гормос в результаті розкопок в Ель-Церка, на півдорозі вздовж маршруту, які виявили остракони.

### Основні регіональні порти

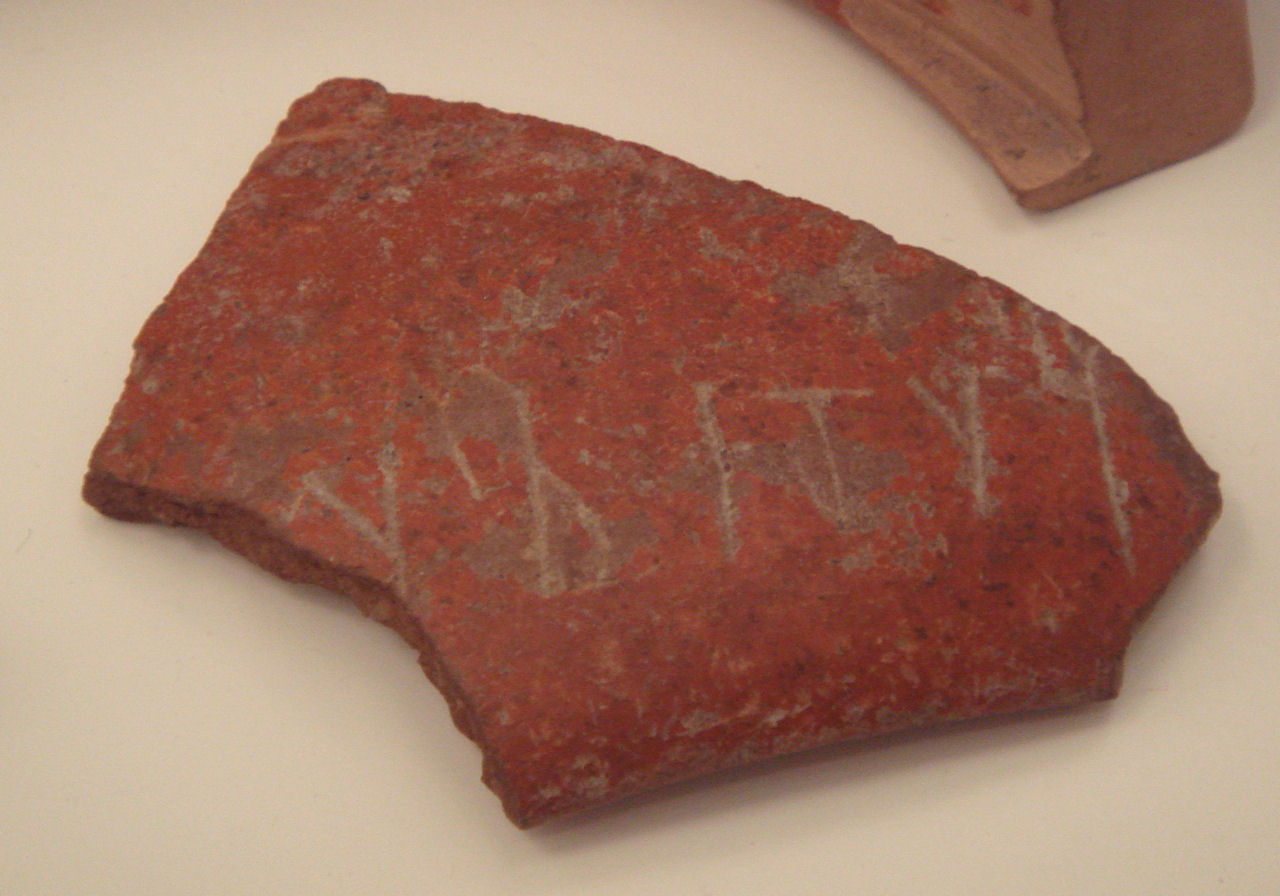
Римський шматок кераміки з Ареццо, Лацій, знайдений у Вірампатнам, Арікамеду (1-е століття н. е.). Національний музей східних мистецтв Ґіме.

Регіональні порти Барбарікум (сучасний Карачі), Сунагура (центральний Бангладеш), Барігаза, Муціріс в Керала, Коркай, Каверіпаттінам і Арікамеду на південному кінці нинішньої Індії були основними центрами цієї торгівлі, поряд з Кодуманал, містом в глибині суші. Періпл Еритрейського моря описує, що греко-римські купці продавали у Барбарікумі «тонкий одяг, постільну білизну, топази, корали, сторакс, ладан, посуд із скла, срібні і золоті пластини, і трохи вина» в обмін на «костус, бдолах, дереза, нард, бірюза, ляпіс лазулі, шкіри серіків, бавовняну тканину, шовк, вовну і індиго» В Барігазі вони купували пшеницю, рис, кунжутну олію, бавовну, тканини..

#### Барігаза
Торгівля з Барігазою під контролем індо-скіфського західного сатрапа Нахапана особливо процвітала:
У це ринкове місто (Барігазу) імпортується вино, бажано італійське, але також з Лаодицеї чи аравійське; мідь, свинець, олово; корали і топази; тонкий одяг і різні предмети; яскраві відрізи у локоть завширшки; сторакс, буркун, безбарвне скло, реальгар, сурма, золото і срібна монета, з якої є прибуток при обміні на місцеві гроші; і притирання, але не дуже дорогі і не так багато. А для правителя тих місць привозять дуже дорогі срібні сосуди, співочих юнаків, красивих дів для гарему, витончені вина, тонкий одяг найвитонченішої роботи та найкращі притирання. Експортують з тих місць нард, костус, бдолах, слонову кістку, агат і сердолік, ліціум, бавовняні тканини всіх видів, шовкові тканини, мальвову тканину, пряжу, довгий перець і інші речі, принесені туди з різних інших ринкових міст. Торговці, які прямують до цього ринкового міста з Єгипту, мають добру подорож десь у липні, тобто епіфії.— Періпл Еритрейського моря (параграф 49).

#### Муціріс

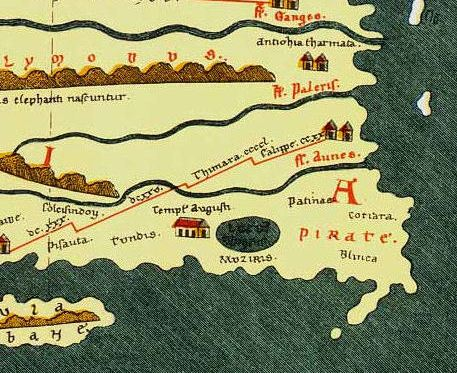
Муціріс, показаний на Пейтингеровій таблиці, з «Templum Augusti».

Муціріс (лат. Muziris) — це втрачене місто-порт на південно-західному узбережжі Індії, який був великим центром торгівлі в стародавніх Тамільських землях між царством Чера і Римською імперією. Його розташування визначається, як правило, на місці сучасного Кодунгаллура (центральний Керала).  Великі скарби монет і незліченні уламки амфор знайдені в місті Паттанам (поруч Кодунгаллура) викликали недавні археологічні інтерес до пошуку ймовірного місцезнаходження цього портового міста.
За «Періплом Еритрейського моря», численні грецькі моряки інтенсивно торгували з Муцірісом:
"Тоді йдуть Наура та Тиндіс, перші ринки Даміріки (Лімиріке), а потім Муціріс та Нелцинда, які тепер мають високу важливість. Тиндіс належить до царства Чероботра; це село добре видне з моря. Муціріс, з того ж царства, розпинає від кораблів з товарами з Аравії та від греків; він розташованій на річці, на відстані у 500 стадій від Тиндіс морем та рікою, та вгору від берега моря по річці на 20 стадій"— Періпл Еритрейського моря (53–54)

#### Арікамеду
Перипл Еритрейського моря згадує торгове місце Подуке (гл. 60), яке Дж. В. Б. Хантінгфорд ідентифікував як можливо Арікамеду в Тамілнаду, центрі торгівлі ранньої Чоли (нині частина Аріанкуппам), близько 3 кілометрів від сучасного Пудучеррі. Хантінгфорд далі зазначає, що римський глиняний посуд був знайдений в Арікамеду 1937 р., а археологічні розкопки в період між 1944 і 1949 рр. показали, що там була «торгова станція, до якої товари римського виробництва завозились в першій половині 1-го століття нашої ери».

## Культурні обміни

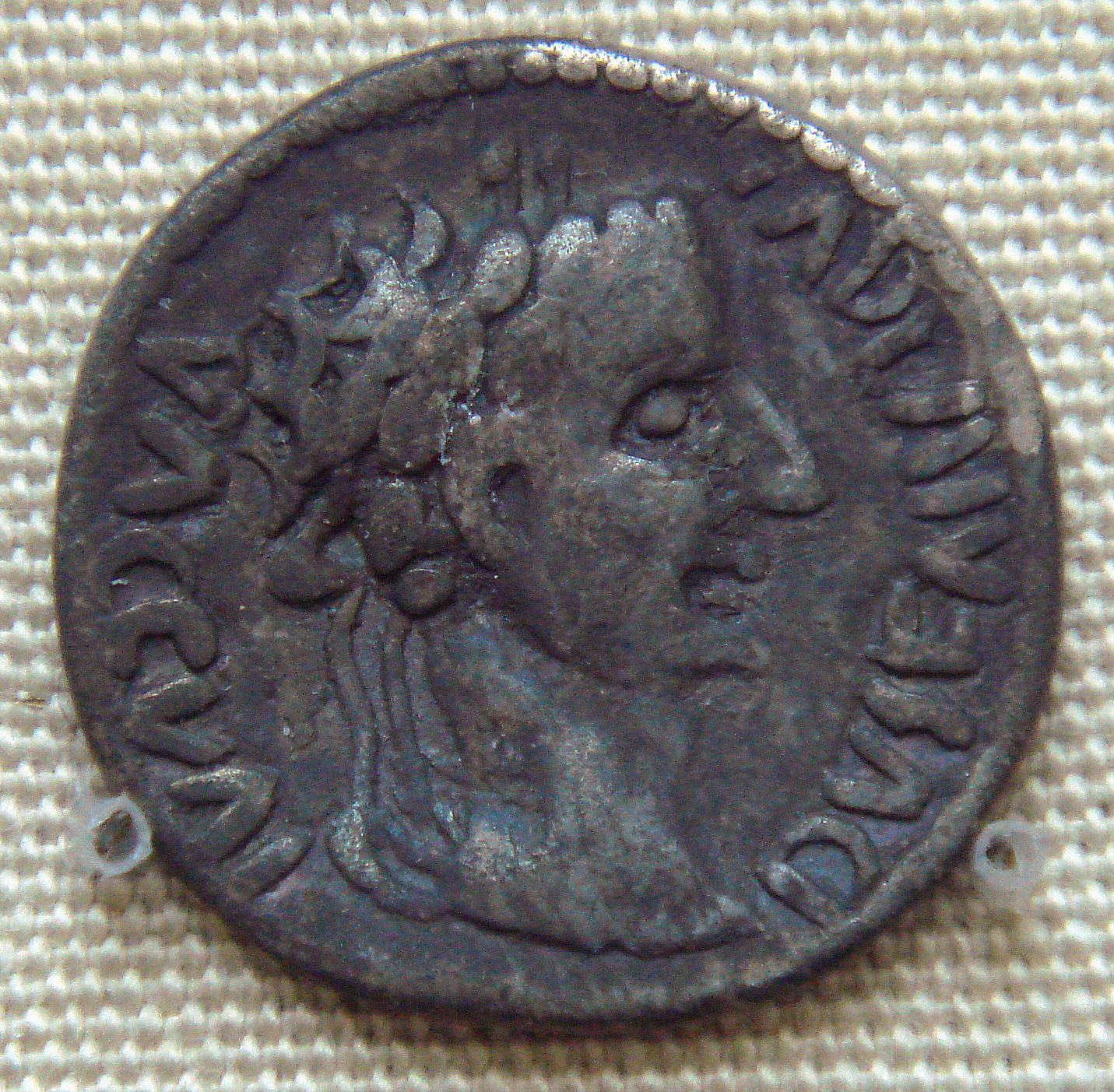
Індійська імітація 1 ст.н. е. монети Августа, Британський музей.

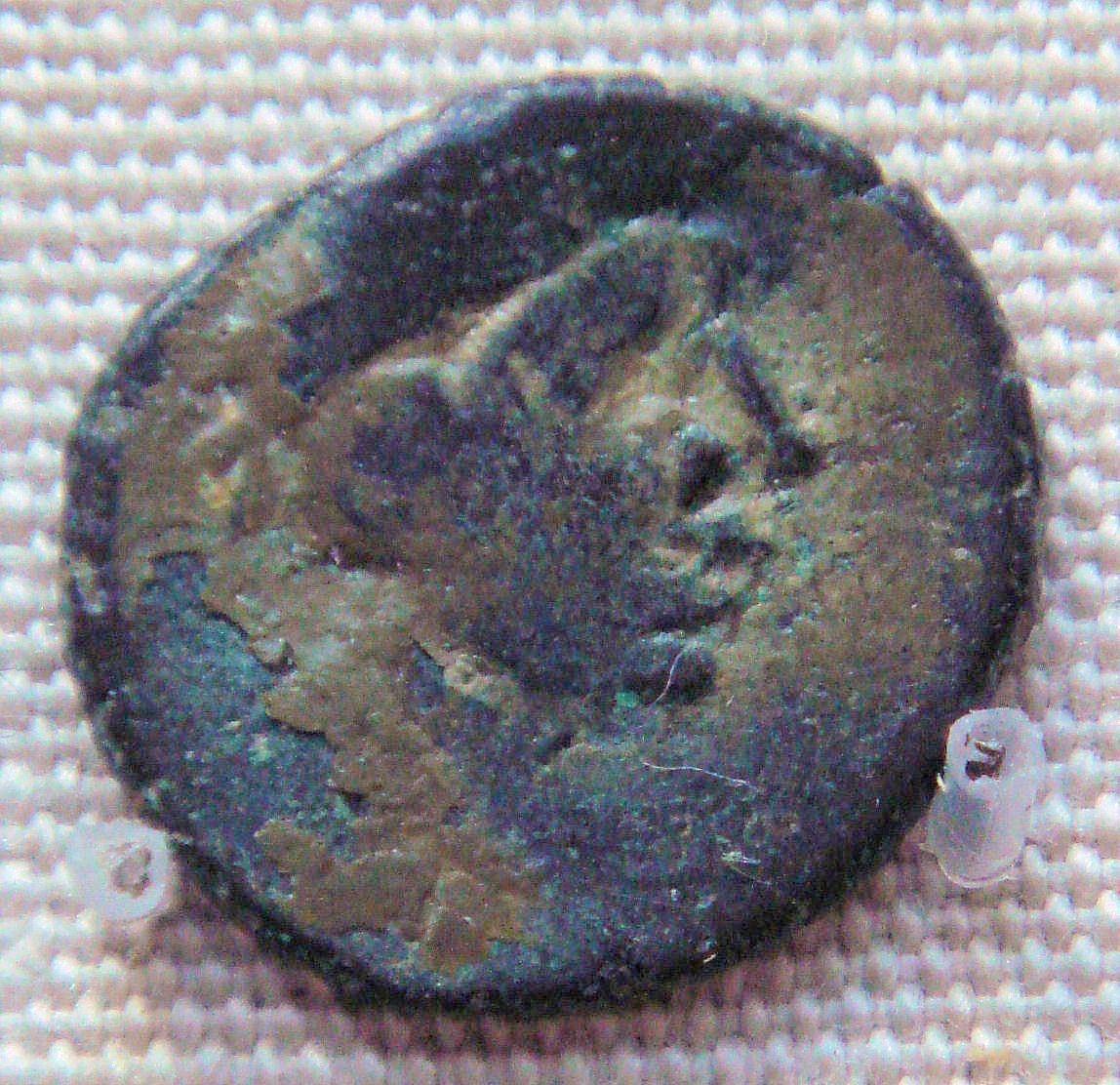
Бронзова імітація римської монети, Шрі-Ланка, 4–8 століття нашої ери.

Індо-римська торгівля також сприяла кільком культурним обмінам, які мали тривалий ефект для обох цивілізацій та інших, які брали участь у торгівлі. Ефіопське царство Аксум було залучене в торгову мережу Індійського океану і отримало вплив давньоримської культури і південноазійської архітектури. Сліди індійського впливу можна побачити в римських виробах зі срібла і слонової кістки, або у єгипетських бавовняних та шовкових тканинах, використовуваних для продажу в Європі. Індійська присутність в Александрії, можливо, вплинула на культуру, але мало відомо про характер цього впливу. Климент Александрійський згадує Будду у своїх творах, а інші індійські релігії згадуються в інших текстах того періоду.
Ханський Китай, можливо, також брав участь у римській торгівлі, адже існують китайські історичні записи про римські посольства в роки 166, 226 і 284 н. е., що нібито досягли Ріньян (Цзяочжи) в північному В'єтнамі. В Китаї були знайдені римські монети і товари, такі як вироби зі скла та срібла, а у В'єтнамі — римські монети, браслети, скляні намистини, бронзові лампи, і медальйони періоду Антонінів, особливо в Ок Ео (місто належало Королівству Фунань). «Періпл Еритрейського моря» 1-го ст.н. е. відзначає, що країна з назвою This з великим містом, званим Thinae (відповідає Sinae у «Географії» Птолемея), виробляла шовк і експортувала його в Бактрію, перш ніж він подорожував по суші до Барігази в Індії і вниз по річці Ганг. У той час як Марін Тірський і Птолемей давали вельми розпливчасті описи Сіамської затоки і Південно-Східної Азії, александрійський грецький чернець і колишній купець Козьма Індикоплов у своїй «Християнській топографії» (бл. 550) чітко говорить про Китай, як туди допливти і як він був залучений у шлях торгівлі гвоздикою, який тягнувся до Цейлону. Порівнюючи невелику кількість римських монет, знайдених в Китаї, з монетами, знайденими в Індії, Ворвік Болл стверджує, що більшість китайського шовку купувалась римлянами в Індії, а наземний шлях через стародавню Персію грав другорядну роль.
Християнські та єврейські поселенці з Риму продовжували жити в Індії довго після занепаду двосторонньої торгівлі. Великі скарби римських монет були знайдені по всій Індії, і особливо у жвавих морських торговельних центрах її півдня. Правителі Тамілаккаму перекарбували римські монети зі своїми іменами для того, щоб показати свій суверенітет.  Згадки про торговці присутні у тамільський сангамській літературі Індії. Одна така згадка говорить: «Гарні кораблі Яванів прийшли до благополучного і красивого Мучурі (Муціріс), розпоровши білу піну 'Чуллі', великої ріки, і повернулася з 'каррі' (карі, чорний перець), заплативши за це золотом.(вірш № 149 з „Аканануру“)»

## Занепад і наслідки
| Після римо-перських воєн, райони, що знаходились під Римською Візантійською імперією, були захоплені Хосров II з перської Сасанідської династії, але візантійський імператор Іраклій відвоював їх (628 р.). Араби, очолювані Амр ібн аль Ас, перейшли до Єгипту в кінці 639 або на початку 640 р. Цей наступ поклав початок ісламського завоювання Єгипту і падіння таких портів, як Александрія, які використовувались римським світом для торгівлі з субконтинентом з часів династії Птолемеїв. Спад у торгівлі спричинив поворот міжнародної торгівлі стародавньої Тамільської країни до Південно-Східної Азії, де вона вплинула на місцеву культуру більшою мірою, ніж колись на Рим. Однак знання про Індійський субконтинент і його торгівлю було збережено у візантійських книгах, і цілком імовірно, що двір візантійського імператора як і раніше зберігав певну форму дипломатичних відносини в регіоні як мінімум до часу Костянтина Багрянородного, в пошуках союзника проти зростаючого впливу ісламських держав на Близькому Сході і в Персії, що видно у творі «Про церемонії». Османи завоювали Константинополь в 15 столітті (1453), поклавши початок турецькому контролю над найбільш прямими торговельними шляхами між Європою і Азією. Османи спочатку припинили східну торгівлю з Європою, що в свою чергу призвело до спроб європейців знайти морський шлях навколо Африки, стимулювання європейської Доби великих географічних відкриттів, і в кінцевому підсумку зростання європейського меркантилізму і колоніалізму. |

## Подальше читання
- Lionel Casson, The Periplus Maris Erythraei: Text With Introduction, Translation, and Commentary. Princeton University Press, 1989. ISBN 0-691-04060-5.
- Chami, F. A. 1999. «The Early Iron Age on Mafia island and its relationship with the mainland.» Azania Vol. XXXIV.
- McLaughlin, Raoul. (2010). Rome and the Distant East: Trade Routes to the Ancient Lands of Arabia, India and China. Continuum, London and New York. ISBN 978-1-84725-235-7.
- Miller, J. Innes. 1969. The Spice Trade of The Roman Empire: 29 B.C. to A.D. 641. Oxford University Press. Special edition for Sandpiper Books. 1998. ISBN 0-19-814264-1.
- Sidebotham, Steven E. (2011). Berenike and the Ancient Maritime Spice Route. University of California Press. ISBN 978-0-520-24430-6.
- Van der Veen, Marijke (2011). Consumption, Trade and Innovation. Exploring the Botanical Remains from the Roman and Islamic Ports at Quseir al-Qadim, Egypt [Архівовано 17 червня 2016 у Wayback Machine.]. Frankfurt: Africa Magna Verlag. ISBN 978-3-937248-23-3